# 石崎川 (神奈川県)
石崎川（いしざきがわ）は、神奈川県横浜市を流れる二級河川で、帷子川の派川にあたる。

## 流域
全長は1.6kmで、流域はすべて横浜市西区になる。西区西平沼町の尾張屋橋のやや下流で帷子川から右に分かれ、JR東海道本線・相鉄本線と国道1号の間の市街地を東に流れる。新横浜通り（神奈川県道13号横浜生田線）の高島橋付近で北に向きを変え、横浜駅東口付近で再び帷子川に合流し、横浜港に注ぐ。周辺には住宅や事業所が集まり、川沿いは石崎川プロムナードとして整備されている。帷子川からの分派点の300mほど下流からは、石崎川の反対方向に新田間川が分かれており、漢字の「中」の字に似た流路を形づくっている。

## 歴史

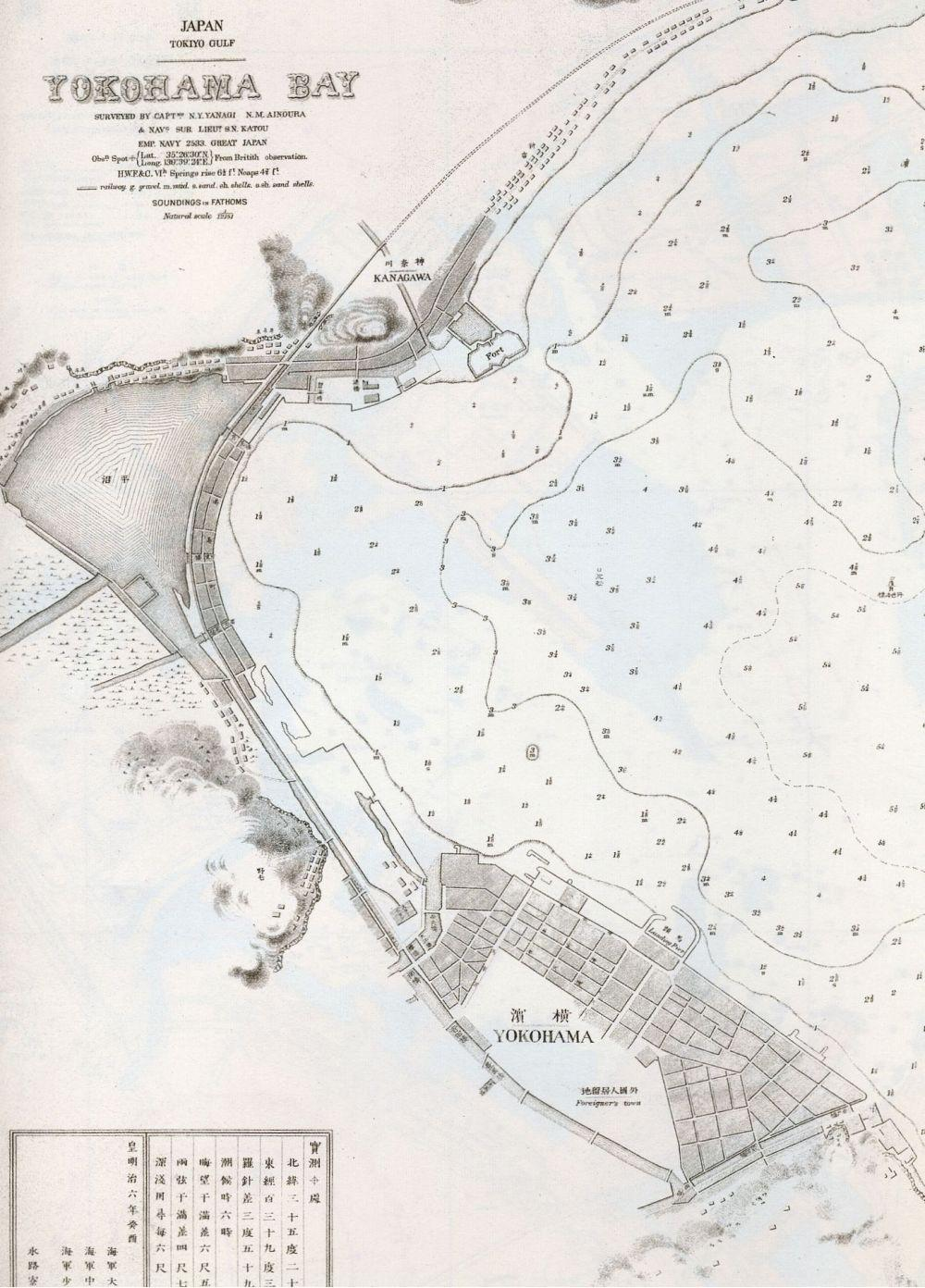
1874年の海図。「平沼」と記された入り江に注ぐ2本の川のうち、細い方が石崎川

江戸時代に新田の開発が行なわれた際に、新田間川とともに用水路として整備された。当時は横浜道の東側は入り江であり、現在の高島町交差点付近で直接海にそそいでいた。明治に入り、入り江の一部を埋め立てて鉄道が建設された。埋立地と海岸線の間は桜川となり、石崎川の河口付近で十字に交わる形となる。関東大震災後は帷子川に合流する形に改められ、運河として利用された。桜川は現在は埋め立てられ、桜川新道となっている。

## 橋梁
（帷子川分派点）
- 相鉄本線・JR東海道本線橋梁
- 浜松橋
- 要橋
- 扇田橋
- 西平沼橋
- 平戸橋
- 京急本線橋梁
- 梅香崎橋・梅香崎人道橋
- 石崎橋
- 敷島橋（横浜道）
- 高島橋（新横浜通り）
- 浅山橋
- 京急本線橋梁

（帷子川合流点）